# JMB Verlag
Der JMB Verlag wurde 2008 in Hannover gegründet und entstand aus JMB Verlag & Dienstleistungen, und dieses Unternehmen aus JMB Dienstleistungen für Verlage, einer Verlagsauslieferung. Das Kürzel JMB steht für die Initialen des Verlagsgründers Jens Manuel Bolm (* 1982).
„Damit nichts verlorengeht“ lautet das Motto des JMB Verlags; ungewöhnlichen Texten wird die Möglichkeit zur Präsentation geboten. Die umfassendste Edition im Verlag ist das von Heiko Postma edierte Kabinett der Phantasten, eine über 100 Texte umfassende Reihe phantastischer Literatur von Autoren der Weltliteratur, darunter Daniel Defoe, Bram Stoker, Robert Louis Stevenson, Lord Byron und Rudyard Kipling.
Im Genre des Sachbuches finden sich beim JMB Verlag neben Büchern mit skeptischer Literatur, so beispielsweise zu Chemtrails, zu Axel Stoll und der Reichsbürgerbewegung auch mehrere Titel, die in Zusammenarbeit mit dem Historischen Seminar der Leibniz Universität Hannover entstanden.
Autoren des JMB Verlags sind unter anderem Heiko Postma, Karl Jakob Hirsch, Peter Böhling („Bulo“), Florian Freistetter, Sebastian Bartoschek, Edzard Ernst und Uwe Friesel. Der Verlag präsentierte sein Programm auf verschiedenen Branchenmessen, darunter auf der Leipziger Buchmesse, der Frankfurter Buchmesse, der Buch Wien sowie diversen kleineren Buchmessen wie der Mainzer Minipressen-Messe oder der Buchlust.